# Aleksandr Tretjakov
Aleksandr Vladimirovitsj Tretjakov (Russisch: Александр Владимирович Третьяков) (Krasnojarsk, 19 april 1985) is een Russische skeletonracer.
Hij vertegenwoordigde zijn vaderland op de Olympische Winterspelen van 2006 in Turijn, 2010 in Vancouver en 2014 in Sotsji. Op de twee laatst genoemde edities won hij respectievelijk brons en goud, bij zijn eerste deelname werd hij 15e.

## Carrière
Bij zijn wereldbekerdebuut, in november 2004 in Winterberg, eindigde Tretjakov op de tweeëndertigste plaats. In november 2005 finishte hij in Calgary voor het eerst in de top tien, een jaar later stond de Rus in Calgary voor het eerst op het podium van een wereldbekerwedstrijd. Op 21 januari 2007 boekte hij in Igls zijn eerste wereldbekerzege, tot en met het seizoen 2020/2021 volgden er nog negentien. In de zeventien seizoenen dat hij aan deze competitie deelnam veroverde hij in 2009 en 2019 de eindzege in het klassement.
Tretjakov nam in zijn carrière twaalf keer deel aan de wereldkampioenschappen skeleton. Individueel werd hij in 2013 wereldkampioen, in 2011, 2015, 2016 en 2021 tweede en in 2009 derde. In de landenwedstrijd (bobslee/skeleton) werd hij in 2015 derde en in 2016 tweede. In het in 2020 geïntroduceerde onderdeel gemengd team werd hij in 2021 met Jelena Nikitina derde.

## Resultaten

### Olympische Spelen
| Jaar | Plaats    | Rang  |
| ---- | --------- | ----- |
| 2006 | Turijn    | 15e   |
| 2010 | Vancouver | Brons |
| 2014 | Sotsji    | Goud  |
| 2022 | Peking    | 4e    |

### Wereldkampioenschappen
| Jaar | Plaats       | Rang                               |
| ---- | ------------ | ---------------------------------- |
| 2007 | Sankt Moritz | 5e Individueel                     |
| 2008 | Altenberg    | 9e Individueel 5e Landenwedstrijd  |
| 2009 | Lake Placid  | Individueel                        |
| 2011 | Königssee    | Individueel · 6e Landenwedstrijd   |
| 2012 | Lake Placid  | 12e Individueel 8e Landenwedstrijd |
| 2013 | Sankt Moritz | Individueel                        |
| 2015 | Winterberg   | Individueel · Landenwedstrijd      |
| 2016 | Igls         | Individueel · Landenwedstrijd      |
| 2017 | Königssee    | 4e Individueel 4e Landenwedstrijd  |
| 2019 | Whistler     | 6e individueel                     |
| 2020 | Altenberg    | 8e individueel 12e Gemengd team    |
| 2021 | Altenberg    | individueel · Gemengd team         |

### Wereldbeker
Eindklasseringen
| Seizoen   | Rang   |
| --------- | ------ |
| 2004/2005 | 34e    |
| 2005/2006 | 24e    |
| 2006/2007 | Brons  |
| 2007/2008 | 16e    |
| 2008/2009 | Goud   |
| 2009/2010 | 8e     |
| 2010/2011 | 5e     |
| 2011/2012 | 4e     |
| 2012/2013 | 4e     |
| 2013/2014 | 4e     |
| 2014/2015 | 7e     |
| 2015/2016 | 12e    |
| 2016/2017 | Brons  |
| 2017/2018 | 9e     |
| 2018/2019 | Goud   |
| 2019/2020 | Zilver |
| 2020/2021 | 5e     |
| 2021/2022 | 7e     |

Wereldbekerzeges
| Datum            | Plaats      |
| ---------------- | ----------- |
| 21 januari 2007  | Igls        |
| 18 februari 2007 | Winterberg  |
| 11 februari 2009 | Park City   |
| 12 februari 2009 | Park City   |
| 9 december 2010  | Park City   |
| 6 december 2013  | Park City   |
| 17 januari 2015  | Königssee   |
| 15 februari 2015 | Sotsji      |
| 17 december 2016 | Lake Placid |
| 28 januari 2017  | Königssee   |
| 14 december 2018 | Winterberg  |
| 4 januari 2019   | Altenberg   |
| 16 februari 2019 | Lake Placid |
| 22 februari 2019 | Calgary     |
| 13 december 2019 | Lake Placid |
| 10 januari 2020  | La Plagne   |
| 24 januari 2020  | Königssee   |
| 11 december 2020 | Innsbruck   |
| 8 januari 2021   | Winterberg  |
| 29 januari 2021  | Innsbruck   |
| 19 november 2021 | Igls        |
| 10 december 2021 | Winterberg  |

1928: Jennison Heaton ·
1948: Nino Bibbia ·
2002: Jim Shea ·
2006: Duff Gibson ·
2010: Jon Montgomery ·
2014: Aleksandr Tretjakov ·
2018: Yun Sung-bin ·
2022: Christopher Grotheer